# Денгоф, Фридрих фон
Граф Фридрих фон Денгоф (пол. Fryderyk Denhoff, нем. Friedrich von Dönhoff, Вальдау, 24 мая 1639 — 16 февраля 1696, Мемель) — прусский государственный и военный деятель, подполковник (1667) и полковник (1668), генерал-майор (1678), губернатор Клайпеды (Мемеля) (1684), генерал-лейтенант (1684), камер-юнкер, тайный и военный советник курфюрста Бранденбурга (1688), комендант мемельской гарнизона (1692).

## Биография
Представитель знатного польского дворянского рода Денгофов герба «Верпь», происходившего из Ливонии. Младший (третий) сын каштеляна и воеводы перновского Эрнеста Магнуса Денгофа (1581—1642) от брака с Екатериной фон Дона (1606—1659). Старшие братья — подстолий великий литовский Герард Денгоф (ок. 1632—1685) и воевода мальборкский Эрнест Денгоф (ок. 1630—1693).
В 1666 году переселился из Польши в Пруссию и стал родоначальником прусской линии рода Денгофов. Его резиденцией был замок Фридрихштайн в долине реки Преголя, в 20 км от Кёнигсберга.
18 мая 1667 года Фридрих фон Денгоф поступил на службу в прусскую армию, получив чин подполковника и коменданта полка. 24 июня 1668 года был произведен в полковники и стал шефом полка. В 1673 году представлял бранденбургского курфюрста Фридриха Вильгельма I Гогенцоллерна на элекционной сейме после смерти польского короля Михаила Корибута Вишневецкого.
10 апреля 1678 года был произведен в генерал-майоры прусской армии, 18 июля 1678 года был назначен губернатором Клайпеды. 5 марта 1684 года получил чин генерал-лейтенанта. В 1688 году стал камер-юнкером, вошел в тайный и военный советы при бранденбургском курфюрсте. В 1692 году Фридрих фон Денгоф был назначен комендантом мемельского гарнизона.

## Семья
13 ноября 1664 года женился на прусской баронессе Элеоноре Екатерине фон Шверин (1646—1696), от брака с которой имел пять сыновей и четыре дочери:
- Отто Магнус фон Денгоф (1665—1717), прусский генерал-лейтенант и министр
- Богуслав Фридрих фон Денгоф (1669—1742), бранденбургский генерал-майор
- Эрнест Владислав фон Денгоф (1672—1729), бранденбургский генерал-лейтенант
- Элеонора фон Денгоф (1674—1726), жена с 1693 года прусского фельдмаршала Ганса Альбрехта фон Барфуса (1635—1704)
- Александр фон Денгоф (1683—1742), прусский генерал-лейтенант и доверенное лицо короля Фридриха Вильгельма I.
- Луиза Шарлотта фон Денгоф (род. 1673)
- Вильгемина фон Денгоф (род. 1680)
- Юлиана (Доротея) фон Денгоф (1682—1733), жена Иоганна Людвига фон Шенинга (? — 1713)
- Фридрих Вильгельм фон Денгоф (1687—1738)